# Ossip Schnirlin
Ossip Schnirlin (* 3. März 1868 in Proskurow, Podolien, Russisches Kaiserreich; † 29. Juni 1939 in Berlin) war ein russisch-jüdischer Geiger.

## Leben
Schnirlins Eltern waren Judko Schirlin und Chane Schirlin geb. Feige.
Vom 4. Oktober 1888 bis Michaelis 1891 besuchte er das Königliche Konservatorium der Musik in Leipzig. Dort erhielt er u. a. Unterricht von Adolph Brodsky im Violinspiel, Friedrich Hermann im Ensemblespiel und Oscar Paul in der Theorie und Geschichte der Musik. Er war außerdem Schüler von Joseph Joachim in Berlin.

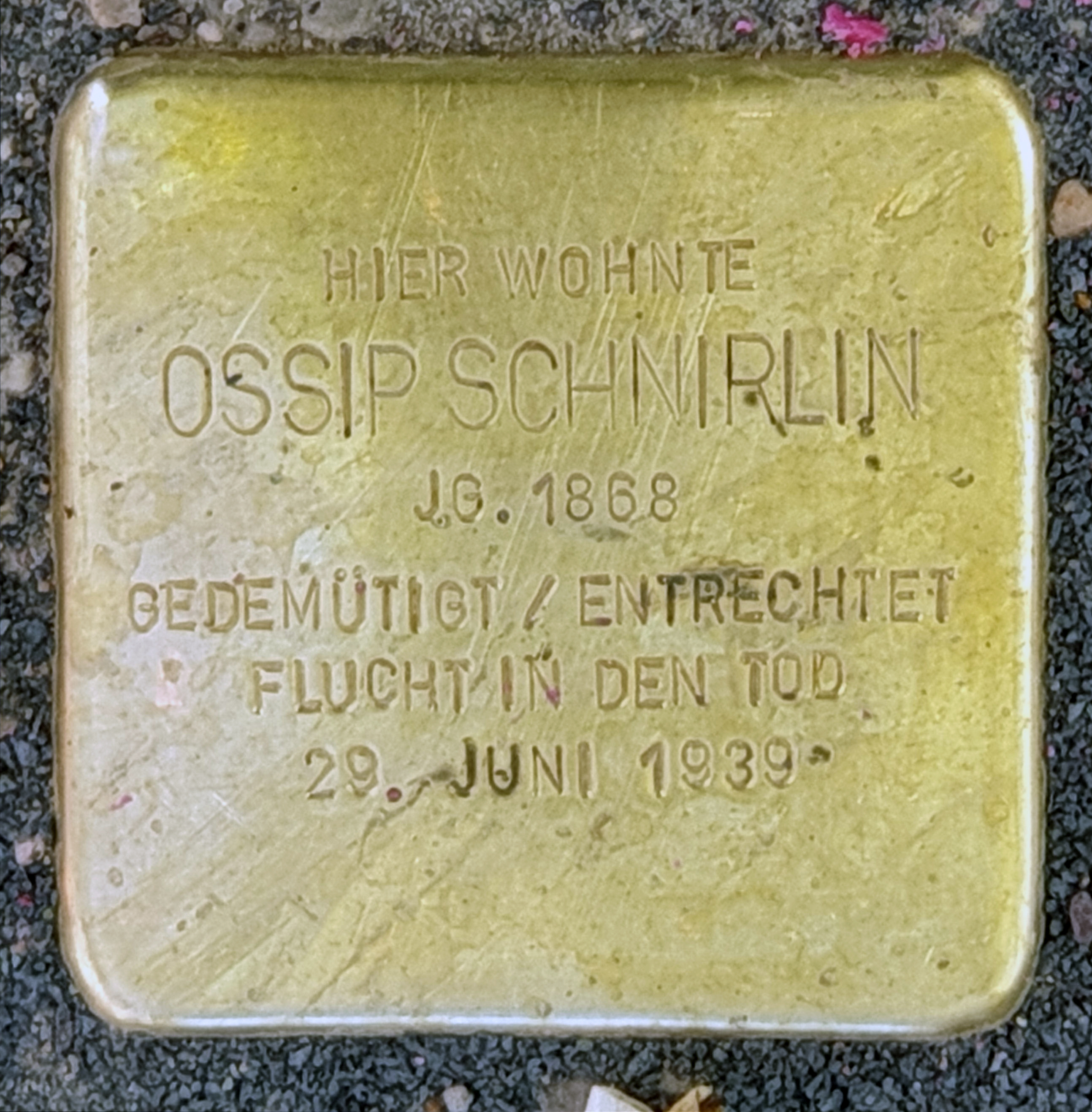
Stolperstein am Haus Pohlstraße 60 in Berlin-Tiergarten

1906 brachte er in Berlin Max Regers Suite im alten Stil zur Uraufführung. Reger selbst saß am Klavier. Bis zu seinem Tod spielte Schnirlin die Stradivari „Apollo“.
Er war seit dem 14. April 1924 verheiratet mit Arnold Brechts Schwester Gertrud, geboren am 23. Juli 1885 in Lübeck. Wegen des zunehmenden Antisemitismus im NS-Staat (vgl. Geschichte des Antisemitismus bis 1945) nahm er sich mit seiner Frau am 29. Juni 1939  durch Barbital das Leben.
Käthe Kollwitz und ihr Mann Karl Kollwitz waren Freunde von Schnirlin. Erhalten ist ein Brief von Schnirlin an Gerhart Hauptmann (1922).

## Gedenken
Am 8. Oktober 2022 wurden vor seinem ehemaligen Wohnort, Berlin-Tiergarten, Pohlstraße 60, Stolpersteine für seine Ehefrau und ihn verlegt.

## Werke
- Der Neue Weg zur Beherrschung des gesamten Violinliteratur. The New Way – La Voie Nouvelle, Bd. II: Kammermusik ohne Klavier. B. Schott’s Söhne, Mainz 1923.
- Classics for violin and piano (Transkriptionen). London 1924.